# 奧韋戈鎮區 (伊利諾伊州利文斯頓縣)
奧韋戈鎮區（英語：Owego Township）是位於美國伊利諾伊州利文斯頓縣的一個行政鎮區。

## 地方資料
根據2010年美國人口普查的數據，奧韋戈鎮區的面積為93.60平方千米，當中陸地面積為93.50平方千米，而水域面積為0.10平方千米。當地共有人口314人，而人口密度為每平方千米3.35人。